# Alexandre-Louis-Guillaume Viguier
Alexandre-Louis-Guillaume Viguier (Montpellier, 23 marzo 1790 – 1867) è stato un botanico e medico francese.

## Taxa eponimi

### Generi
- (Asteraceae) Viguiera Kunth[2]

### Specie
- (Acanthaceae) Hypoestes viguieri Benoist[3]
- (Aloaceae) Aloe viguieri H.Perrier[4]
- (Anacardiaceae) Protorhus viguieri H.Perrier[5]
- (Asteraceae) Conyza viguieri Humbert[6]
- (Balsaminaceae) Impatiens viguieri H.Perrier[7]
- (Brassicaceae) Bursa viguieri Shull[8]
- (Crassulaceae) Sedum viguieri Raym.-Hamet ex Fröd.[9]
- (Cyatheaceae) Alsophila viguieri (Tardieu) R.M.Tryon[10]